# Joaquim de Almeida
Joaquim de Almeida, portugalski filmski in televizijski igralec, * 15. marec 1957, Lizbona.
Igral je v številnih filmih v portugalščini, angleščini, španščini in francoščini.
Med najbolj vidnimi vlogami sodijo 24, Neposredna nevarnost, Desperado (film) in Za sovražnikovo črto.